# James Steen
James J. Steen (19 novembre 1876 – New York, 25 giugno 1949) è stato un pallanuotista statunitense.

## Carriera
Partecipò alle gare di pallanuoto della III Olimpiade di St. Louis del 1904 e vinse una medaglia d'oro. Vinse con il New York Athletic Club il torneo di pallanuoto, battendo in finale i Chicago Athletic Association per 6-0.

## Palmarès
- Oro ai Giochi olimpici di Saint Louis 1904